# جورج روشون
جورج روشون هو لاعب هوكي الجليد كندي، ولد في 24 مايو 1892 في East Hawkesbury ‏ في كندا، وتوفي في 18 أغسطس 1932.